# کپک سیاه ریشی
کپک سیاه ریشی(نام علمی: Doratomyces) نام یک سرده از subdivision قارچ‌های فنجانی است.